# Tremor (bài hát)
"Tremor" là một bài hát của bộ đôi DJ người Bỉ Dimitri Vegas & Like Mike cùng với DJ và nhà sản xuất thu âm người Hà Lan Martin Garrix. Bài hát được phát hành bởi Spinnin' Records như là bài hát chính thức năm 2014 của sự kiện Sensation tại Hà Lan. Nó được phát hành dưới dạng tải kỹ thuật số vào ngày 21 tháng 4 năm 2014 trên Beatport, và vào ngày 20 tháng 6 năm 2014 trên iTunes tại Anh. Bài hát đã đạt tới vị trí thứ 30 trên bảng xếp hạng UK Singles Chart, và cũng được xếp hạng tại Bỉ, Pháp và Hà Lan. Nó được viết bởi Dimitri Thivaios, Martijn Garritsen và Michael Thivaios.

## Video âm nhạc
Một video âm nhạc cho "Tremor" được phát hành lần đầu trên YouTube vào ngày 22 tháng 4 năm 2014 với độ dài tổng cộng là 3:19.

## Danh sách bài hát
| Tải kỹ thuật số | Tải kỹ thuật số | Tải kỹ thuật số |
| STT             | Nhan đề         | Thời lượng      |
| --------------- | --------------- | --------------- |
| 1.              | "Tremor"        | 4:54            |

## Xếp hạng

### Bảng xếp hạng hàng tuần
| Bảng xếp hạng (2014)      | Vị trí xếp hạng cao nhất |
| ------------------------- | ------------------------ |
| Áo (Ö3 Austria Top 40)    | 55                       |
| Bỉ (Ultratop 50 Flanders) | 3                        |
| Bỉ (Ultratop 50 Wallonia) | 26                       |
| Pháp (SNEP)               | 116                      |
| Hungary (Dance Top 40)    | 33                       |
| Ireland (IRMA)            | 70                       |
| Hà Lan (Dutch Top 40)     | 32                       |
| Hà Lan (Single Top 100)   | 44                       |
| Scotland (OCC)            | 14                       |
| Anh Quốc Dance (OCC)      | 10                       |
| Anh Quốc (OCC)            | 30                       |

## Lịch sử phát hành
| Khu vực | Ngày                | Định dạng       | Hãng đĩa |
| ------- | ------------------- | --------------- | -------- |
| Anh     | 20 tháng 6 năm 2014 | Tải kỹ thuật số | Spinnin' |